# بوريليا كارولينسيس
بوريليا كارولينسيس (بالإنجليزية: Borrelia carolinensis)‏ هي نوع من البكتيريا، سلبية الغرام، تتبع البوريليا. ترتبط مع داء لايم.